# Fritz Mackensen
Fritz Mackensen (født 8. april 1866 i Greene, Braunschweig, død 12. maj 1953 i Bremen) var en tysk maler og raderer.
Mackensen, der studerede under Johann Peter Theodor Janssen i Düsseldorf, senere i München og Berlin, er et af de mest fremtrædende medlemmer af Worpswedemalerkolonien, den lille kunstnerkoloni i Worpswede, som Mackensen var med til at danne i 1895. Efter en tiårig virksomhed som lærer og direktør for Weimars Kunstskole vendte han 1918 tilbage til Worpswedeegnen. Mackensens malerier er Plein-air-Kunst/friluftsmaleri med stærk vægt på stemningsindtrykket.

## Værker
Malerier
- "Gottesdienst im Freien", museum Hannover
- "Tierbild", museum Oldenburg
- "Die Scholle", museum Weimar

Bronzeskulptur
- "Alte Frau mit Ziege", Kunsthalle Bremen